# نام

کشورهای دارای مکان‌هایی با ریشه نام فارسی

نام واژه یا اصطلاحی است برای شناسایی هرچیزی و لزوماً برای یک شی واحد نیست و ممکن است به هویت و شناسایی دسته‌ای از اشیاء اشاره داشته‌ باشد.

## کاربرد لغوی
در زبان فارسی درحقیقت به اسم خاص دستور (شخص، حیوان و شی منحصربفرد) نام نیز گفته می‌شود. (اصفهان=نام شهر). نام بیشتر به اسم خاص اشخاص (کوروش بزرگ=نام یک پادشاه) گفته می‌شود. اما به اسامی خاص دیگر (خلیج فارس=نام یک آبراهه) و … نیز نام گفته می‌شود. گاه نام به اسم عام (انسان=نام نوعی موجود زنده باشعور) نیز اشاره دارد. در این موارد با اسم مترادف است و در اصطلاح محاوره‌ای بجای نام از کلمه اسم و برعکس بهره گرفته می‌شود. گاهی اوقات از عنوان یا حتی خود کلمه یا واژه نیز برای معادل‌ها استفاده می شود. در زبان انگلیسی برای بخش دستوری و گرامر Noun در معنای نام و برای استفاده روزمره انسان از Name استفاده می شود.
از دیگر معادل‌های انگلیسی به ترتیب استفاده بیشتر می‌توان به: 
- Title
- First Name
- fame
- Appellation
- Compellation
- Appellative
- nomen
- renown
- nomenculture

## نام انسان

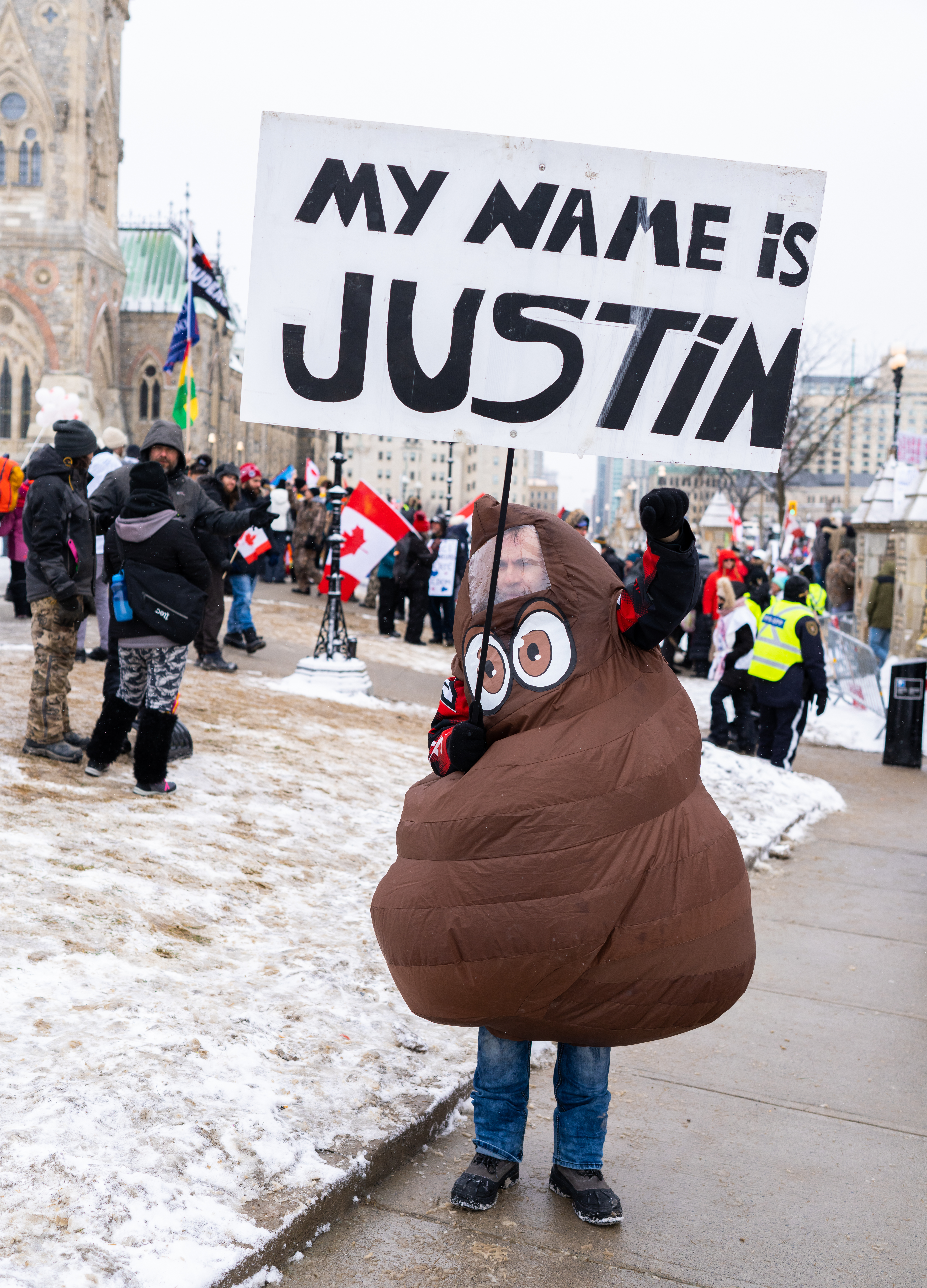
"نام من جاستین است." در کاروان اعتراضی کانادا

نام شخصی طبق تعریف نام، واژه یا اصطلاح است که برای هویت بخشی به یک انسان که در فرهنگ‌های مختلف ساختاری متفاوت دارد و در ایران متشکل از نام و نام خانوادگی می‌باشد. در سده بیست و یکم میلادی بیشتر کشوهای جهان غرب، دارای نام‌هایی با ریشه‌ی زبان عبری هستند. حتی در جامعه ایران نام‌هایی مانند میکائیل، جبرئیل، داوود، یعقوب، دانیال، بنیامین، یوسف، ابراهیم، سلیمان و اسحاق معادل واژه‌های مایکِل، گابریِل، دِیوید، جِیکوب، دَنیِل، بِنجامین، جوسِف، اِیبراهیم، سالومان و آیزاک در زبان انگلیسی در جوامع کشورهای آنگلوسفر هستند که هر دو وام‌واژه از زبان عبری محسوب می‌شوند. همچنین در زبان‌های شرق آسیا، نام محترم، نامی است که به علت سن‌گرایی در جوامع آن منطقه، به افراد در سن سالخوردگی داده می‌شود.